# Myrmicini
Myrmicini – plemię mrówek z podrodziny Myrmicinae.
Wyniki analiz filogenetycznych opublikowane w 2015 roku przez Philipa S. Warda pozwoliły rozpoznać to plemię jako jeden z 6 głównych kladów Myrmicinae, obejmujący 4 następujące rodzaje:
- Manica Jurine, 1807
- Myrmica Latreille, 1804
- †Plesiomyrmex Dlussky et Radchenko, 2009
- †Protomyrmica Dlussky et Radchenko, 2009

Zaliczane tu do 2015 roku rodzaje Eutetramorium, Huberia, Hylomyrma, Pogonomyrmex i Secostruma przeniesiono.